# Araneus lathyrinus
Araneus lathyrinus är en spindelart som först beskrevs av Holmberg 1875.  Araneus lathyrinus ingår i släktet Araneus och familjen hjulspindlar. Inga underarter finns listade i Catalogue of Life.